# Haute-Auvergne
Pour les articles homonymes, voir Auvergne (homonymie).

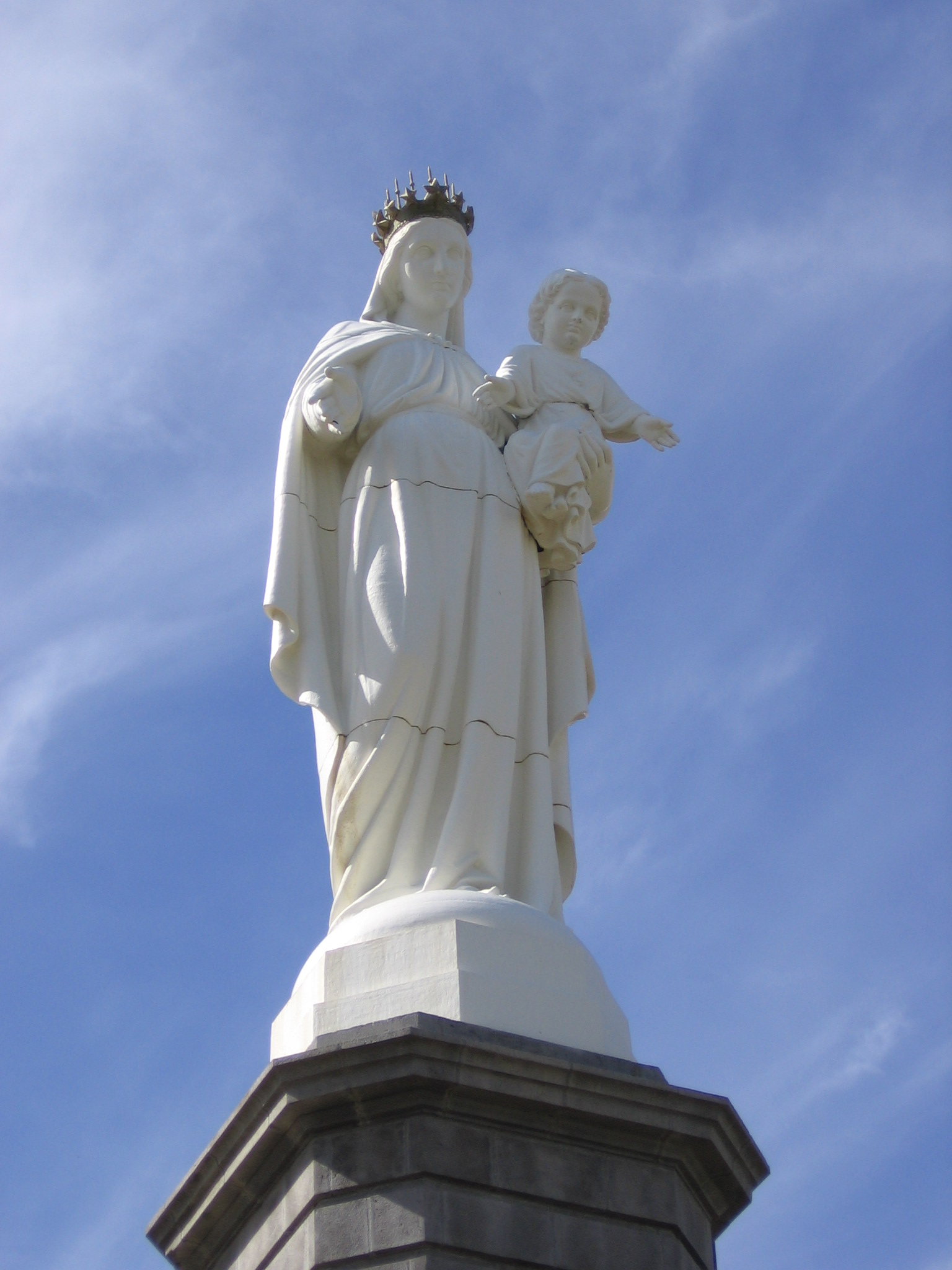
Notre-Dame de Haute-Auvergne à Murat.

La Haute-Auvergne, ou aussi le Haut Pays d'Auvergne, est une des deux divisions traditionnelles de l'ancienne province d'Auvergne. Ce terme a été utilisé pour faire une distinction entre la partie centrale et peuplée de la province et la partie méridionale plus montagneuse et moins peuplée. La Haute-Auvergne n'a jamais vraiment correspondu à un territoire précis et fixe. De nos jours on l'assimile souvent au département du Cantal, la Basse-Auvergne correspondant dans ce cas aux autres parties de la province.  

## Histoire
Les dénominations de Basse et Haute-Auvergne, ont été et sont utilisées par les historiens, pour la période précédant la Révolution.
Cette distinction permet surtout d’appréhender des différences historiques et coutumières : la Haute-Auvergne était majoritairement pays de droit écrit alors que la Basse-Auvergne était pays de droit coutumier (sauf sur les terres d'église). Sur le plan linguistique la distinction n'a pas de pertinence même si la soumission aux influences venues du midi et du nord n'est pas la même. Henri Doniol ou Albert Dauzat, deux dialectologues du début du XXe siècle se sont servis de cette dénomination mais elle a été abandonnée par les linguistes contemporains.
Il ne s'agit pas de circonscriptions administratives aux limites bien définies et, dans l'enchevêtrement territorial de l'Ancien Régime, leurs contours ne correspondent ni aux limites des généralités, ni à celles des bailliages, ni à celles des élections, ni à celles des diocèses.

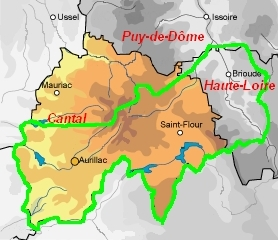
Limites du diocèse primitif de Saint-Flour superposées à la carte du département du Cantal.

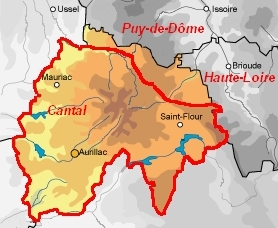
Limites du bailliage des Montagnes d'Auvergne superposées à la carte du département du Cantal.

La distinction entre un haut et un bas pays, est apparue vers 1250 sous l'administration d'Alphonse de Poitiers avec la création du bailliage des Montagnes d'Auvergne. La création de l'évêché de Saint-Flour en 1317  fut une autre partition sud/nord. Un vice-bailli des Montagnes d'Auvergne fut créé en 1573 pour réprimer les désordres; cette fonction fut remplie, jusqu'à sa suppression en 1720, par trois générations de la famille de Lacarrière qui ont laissé les procès-verbaux de leurs activités, les « Chevauchées ».
Cependant, les limites de ces circonscriptions administrative et religieuse ne correspondent pas exactement à ce que certains appellent la Haute-Auvergne. Ainsi, l'ancien diocèse de Saint-Flour comprenait Brioude, mais non Mauriac, tandis que le bailliage des Montagnes, calqué sur les archiprêtrés d'Aurillac, Mauriac et Saint-Flour, laissait de côté le nord-est de l'actuel Cantal.
Selon Ferdinand Lot, en 1328, le bailliage d'Auvergne comprenait 727 paroisses. 90 621 feux (dont 159 ressortissent de Bourges), tandis que le bailliage des Montagnes d'Auvergne, comprenait 215 paroisses. 27 382 feux en 1328.

## Autres occurrences
En plus des nombreux titres de revues, de livres et de disques, la locution se trouve dans de nombreux noms propres comme :
- Notre-Dame de Haute-Auvergne, qui désigne la Vierge dont la statue est érigée sur Rocher de Bonnevie, ancien site du château de Murat (Cantal) surplombant la ville ;
- Patrimoine en Haute-Auvergne, revue de l'association Cantal Patrimoine, dont le siège est à Saint-Flour[3].
- la  Société des lettres, sciences et arts La Haute-Auvergne, société savante fondée en 1898 dont le siège est à Aurillac ;
- le Lycée de Haute Auvergne est celui de Saint-Flour[4] ;
- le Musée de la Haute-Auvergne est un musée départemental situé dans l'ancien palais épiscopal de Saint-Flour ;
- l'« Ensemble de Haute-Auvergne » est composé d'un chœur, d'un orchestre et de solistes spécialisés dans les grandes œuvres classiques[5] ;
- le Golf de Haute Auvergne est situé à Sansac-de-Marmiesse[6] ;
- le Comité de la Haute Auvergne, cercle de réflexion unissant des responsables et leaders d'opinion originaires de la Haute Auvergne ou y ayant des attaches[7].

## Personnalités
- Géraud d'Aurillac
- Gerbert d'Aurillac